# Унецьк
Унецьк (пол. Unieck) — село в Польщі, у гміні Рацьонж Плонського повіту Мазовецького воєводства.
Населення — 416 осіб (2011).
У 1975-1998 роках село належало до Цехановського воєводства.

## Демографія
Демографічна структура станом на 31 березня 2011 року:
|          | Загалом | Допрацездатний вік | Працездатний вік | Постпрацездатний вік |
| -------- | ------- | ------------------ | ---------------- | -------------------- |
| Чоловіки | 210     | 36                 | 148              | 26                   |
| Жінки    | 206     | 38                 | 112              | 56                   |
| Разом    | 416     | 74                 | 260              | 82                   |